# Ducado de Nájera

Escudo de Nájera, en La Rioja, de donde los Manrique de Lara fueron duques.

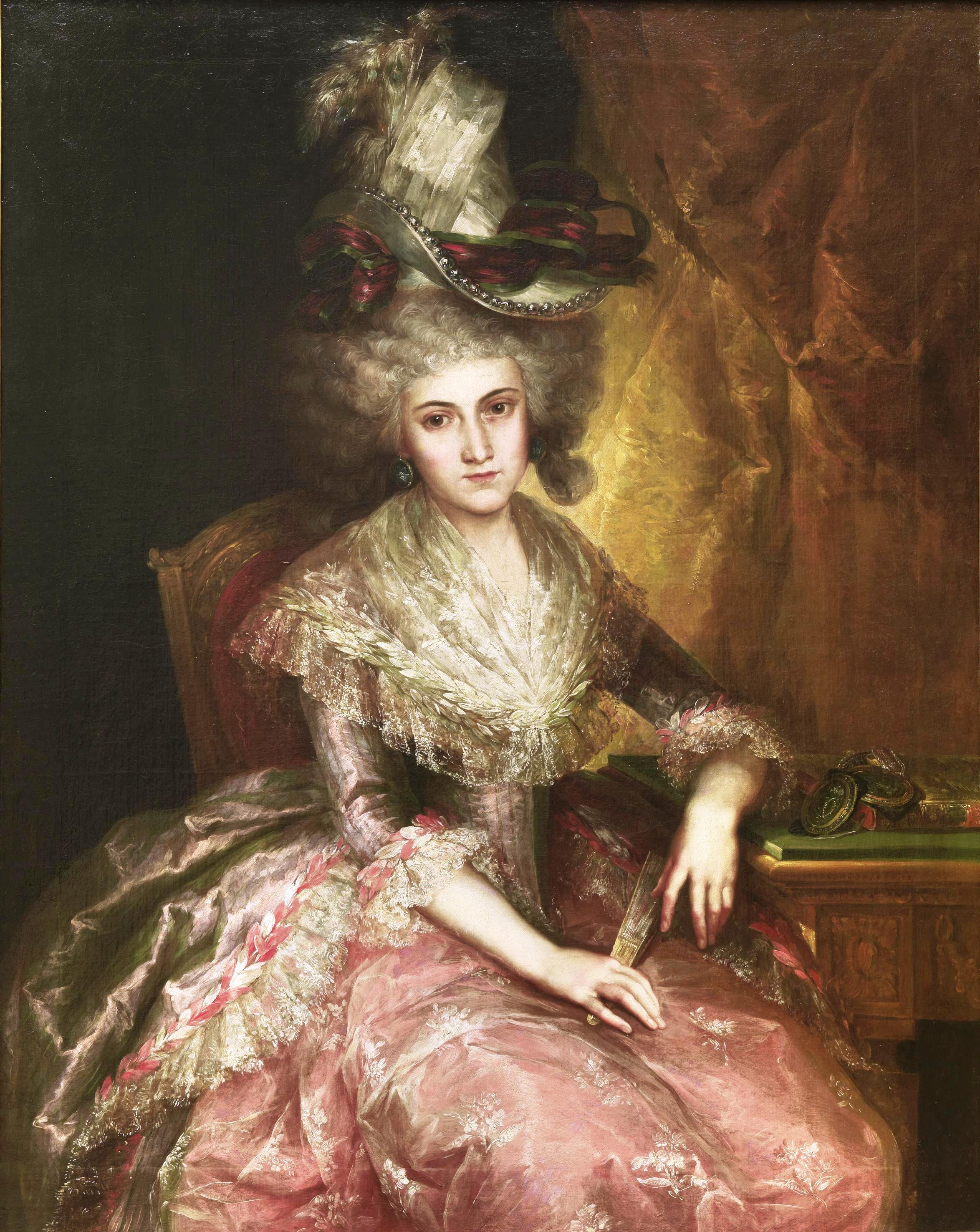
María Pilar de la Cerda (ca. 1795), primera esposa de Diego Isidro de Guzmán y de la Cerda, xix duque de Nájera. Vicente López Portaña. (Museo del Prado).

El ducado de Nájera es un título nobiliario español, originario de la Corona de Castilla, concedido por la reina Isabel I de Castilla el 30 de agosto de 1482 a Pedro Manrique de Lara y Sandoval, ii conde de Treviño y ricohombre de Castilla, en premio a sus servicios a la Corona, «Acatando los muchos e buenos e grandes e leales e señalados servicios que nos habedes fecho e facedes cada día».
En 1520 el emperador Carlos I de España distinguió a los duques de Nájera con la dignidad de Grandes de España. 
Su nombre hace referencia al municipio de Nájera en La Rioja. Los duques de Nájera gobernaron Nájera hasta 1600 cuando tras morir los dos hijos varones de Manuel Manrique de Lara a temprana edad, no dejaron sucesión masculina, pasando el ducado a su hija Luisa.

## Duques de Nájera
|                                  | Titular                                                   | Periodo                          |
| Creación por los Reyes Católicos | Creación por los Reyes Católicos                          | Creación por los Reyes Católicos |
| -------------------------------- | --------------------------------------------------------- | -------------------------------- |
| i                                | Pedro Manrique de Lara y Sandoval                         | 1482-1515                        |
| ii                               | Antonio Manrique de Lara y Castro                         | 1515-1535                        |
| iii                              | Juan Esteban Manrique de Lara y Cardona                   | 1535-1558                        |
| iv                               | Juan Esteban Manrique de Lara Acuña y Manuel              | 1558-1600                        |
| v                                | Luisa Manrique de Lara y Girón                            | 1600-1627                        |
| vi                               | Jorge de Cárdenas y Manrique de Lara                      | 1627-1644                        |
| vii                              | Jaime Manuel de Cárdenas Manrique de Lara                 | 1644-1652                        |
| viii                             | Francisco María de Monserrate Manrique de Cárdenas y Lara | 1652-1656                        |
| ix                               | Teresa Antonia Hurtado de Mendoza y Manrique de Cárdenas  | 1656-1657                        |
| x                                | Antonio de Velasco Manrique de Mendoza Acuña y Tejada     | 1657-1676                        |
| xi                               | Francisco Miguel Manrique de Velasco                      | 1676-1678                        |
| xii                              | Nicolasa Manrique de Mendoza Velasco Acuña y Manuel       | 1678-1709                        |
| xiii                             | Ana Micaela Guevara Manrique de Velasco                   | 1709-1729                        |
| xiv                              | Joaquín María Portocarrero Manrique de Guevara            | 1729-1731                        |
| xv                               | Joaquín Cayetano Ponce de León y Spínola                  | 1731-1743                        |
| xvi                              | Manuel Ponce de León y Spínola                            | 1743-1744                        |
| xvii                             | Francisco Cayetano Ponce de León y Spínola                | 1744-1763                        |
| xviii                            | Antonio Ponce de León y Spínola                           | 1763-1780                        |
| xix                              | María Isidra de la Cruz de la Cerda y Manrique de Lara    | 1780-1811                        |
| xx                               | Diego Isidro de Guzmán y de la Cerda                      | 1811-1849                        |
| xxi                              | Carlos Luis de Guzmán y la Cerda                          | 1850-1880                        |
| xxii                             | Juan Bautista de Guzmán y Caballero                       | 1881-1890                        |
| xxiii                            | José Reinaldo de Guzmán y de la Cerda                     | 1890-1891                        |
| xxiv                             | Juan de Zabala y Guzmán                                   | 1892-1910                        |
| xxv                              | Luis de Zabala y Guzmán                                   | 1911-1913                        |
| xxvi                             | María del Pilar de Zabala y Guzmán                        | 1913-1915                        |
| xxvii                            | María del Pilar García-Sancho y Zabala                    | 1916                             |
| xxviii                           | Juan Bautista de Travesedo y García-Sancho                | 1917-1965                        |
| xxix                             | Juan de Travesedo y Martínez de las Rivas                 | 1967-1996                        |
| xxx                              | Juan de Travesedo y Colón de Carvajal                     | 2000-actual titular              |

## Historia de los duques de Nájera
- Pedro Manrique de Lara y Sandoval (m. 1 de febrero de 1515) i duque de Nájera,[1] ii conde de Treviño.

Contrajo matrimonio después del 7 de marzo de 1465 con Guiomar de Castro (m. marzo de 1506).
Le sucedió su hijo:
- Antonio Manrique de Lara y Castro (m. 13 de diciembre de 1535), ii duque de Nájera. Virrey de Navarra y caballero de la Orden del Toisón de Oro.[1]

Se casó el 23 de septiembre de 1504 con Juana de Cardona (m. 31 de enero de 1547).
Le sucedió su hijo:
- Juan Esteban Manrique de Lara y Cardona (m. 22 de enero de 1558), iii duque de Nájera  y caballero de la Orden del Toisón de Oro.[1]

Se casó en agosto de 1529 con Luisa de Acuña y Manuel, v condesa de Valencia de Don Juan.
Le sucedió su hijo:
- Juan Esteban Manrique de Lara Acuña y Manuel (m. 5 de junio de 1600), iv duque de Nájera,  Virrey de Valencia, consejero de Estado y embajador en Roma y en París.[1]

Contrajo matrimonio en 1549 con María Girón.
Le sucedió en 1600 su hija:
- Luisa Manrique de Lara (m. 25 de junio de 1627), v duquesa de Nájera.[1]

Se casó el 10 de febrero de 1580 con Bernardino de Cárdenas, iii duque de Maqueda.
Le sucedió su hijo:
- Jorge de Cárdenas y Manrique de Lara (m. 24 de octubre de 1644), vi duque de Nájera  y iv duque de Maqueda.[1]

Le sucedió su hermano:
- Jaime Manuel Manrique de Cárdenas (m. 20 de octubre de 1652), vii duque de Nájera, v duque de Maqueda,[1] i marqués de Belmonte, x conde de Valencia de Don Juan, vi marqués de Elche, ix conde de Treviño. Nombrado por Felipe IV como jefe de la expedición que debía de traer a Mariana de Austria desde la frontera alemana a España. Estuvo desterrado en Elche.

Se casó con Inés María de Arellano, hija de Felipe Ramírez de Arellano, vii conde de Aguilar de Inestrillas.
Le sucedió su hijo único:
- Francisco María de Montserrat Manrique de Cárdenas y Lara (m. 30 de abril de 1656), (cambió el orden de sus apellidos), ,  viii duque de Nájera, vi duque de Maqueda,[1] i marqués de Belmonte, vii marqués de Elche, x conde de Treviño, xi conde de Valencia de Don Juan. Sin descendientes.

Le sucedió, de su hermana María del Carmen Manrique de Cárdenas, que tuvo por hijo a Juan Andrés Hurtado de Mendoza, la hija de este, por tanto su sobrina nieta:
- Teresa Antonia Hurtado de Mendoza y Manrique de Cárdenas (1615-1657), ix duquesa de Nájera, vii marqués de Cañete,[1] iii marquesa de Belmonte, vii duquesa de Maqueda, viii marquesa de Elche,  xi condesa de Treviño, xii condesa de Valencia de Don Juan.

Se casó en primeras nupcias con Fernão de Faro, conde de Vimeiro, en Portugal. Sin descendientes de este matrimonio.
Contrajo un segundo matrimonio con Juan Antonio de Torres-Portugal y Manrique, ii conde de Villardompardo. Sin descendientes de este matrimonio.
Se casó en terceras nupcias con Juan de Borja y Aragón, hijo de Carlos de Aragón y Borja, ii conde de Ficallo, y de María Luisa de Gurrea y Aragón, vii duquesa de Villahermosa. Sin descendientes, tampoco, de este matrimonio.
Le sucedió el 17 de febrero de 1657 su sobrino, hijo de su hermana Nicolasa de Mendoza Manrique de Lara, que había casado con Alonso Fernández de Velasco iii condesa de la Revilla.
- Antonio de Velasco Manrique de Mendoza Acuña y Tejada (m. 20 de septiembre de 1676), x duque de Nájera,[1] xiii conde de Valencia de Don Juan, iv marqués de Belmonte, viii marqués de Cañete, iv conde de la Revilla, xii conde de Treviño.

Contrajo un primer matrimonio el 19 de junio de 1666 con Isabel de Carvajal, hija de Miguel de Carvajal, iii marqués de Jodar.
Se casó en segundas nupcias el 19 de abril de 1668 con María Micaela de Tejada Mendoza y Borja.
Le sucedió su hijo en 1676:
- Francisco Miguel Manrique de Velasco (m. 11 de julio de 1678), xi duque de Nájera,[2] vi marqués de Belmonte, ix marqués de Cañete, xiv conde de Valencia de Don Juan, v conde de La Revilla, xiii conde de Treviño.

Le sucedió su hermana:
- María Nicolasa Manrique de Mendoza Velasco Acuña y Manuel (1672-1709),[3] xii duquesa de Nájera,[3] x marquesa de Cañete, xiv condesa de Treviño, vii marquesa de Belmonte, xv condesa de Valencia de Don Juan.

Se casó el 6 de junio de 1687 con Beltrán Vélez de Guevara, general de las Galeras de Sicilia, Nápoles y España hijo de los condes de Oñate.
Le sucedió en 1709 su hija:
- Ana Micaela Guevara Manrique de Velasco (1691-12 de mayo de 1729), xiii duquesa de Nájera,[3] viii marquesa de Belmonte, xi marquesa de Cañete, xv condesa de Treviño, vii condesa de la Revilla, xvi condesa de Valencia de Don Juan.

Se casó en primeras nupcias el 16 de mayo de 1714 con Pedro Antonio de Züñiga y Sotomayor (m. 13 de julio de 1721)
Contrajo un segundo matrimonio en 1722 con José Osorio de Moscoso y Aragón (m. 1725).
Se casó en terceras nupcias en 1727 con Gaspar Portocarrero y Bocanegra (m. 1730), vi conde de Palma del Río, vi marqués de Almenara.
Le sucedió en 1729 su hijo del tercer matrimonio:
- Joaquín María Portocarrero y Manrique de Guevara (1728-17 de marzo de 1731), xiv duque de Nájera,[3] xvii conde de Valencia de Don Juan, viii conde de La Revilla, vii conde de Palma del Río, xvi conde de Treviño, vii marqués de Almenara, xii marqués de Cañete. Sin descendencia.

Le sucedió un pariente de una rama colateral.
- Joaquín Cayetano Ponce de León y Spínola (Madrid, 10 de enero de 1719-Bolonia, 2 de agosto de 1743),[4] xv duque de Nájera, viii duque de Arcos,[3] xi duque de Maqueda,[4] y ix marqués de Belmonte. Él y sus hermanos Manuel, Francisco Cayetano y Antonio, que le sucedieron en el ducado de Nájera y otros títulos, eran hijos del VII duque de Arcos, Joaquín Ponce de León Lancaster y Cárdenas, y de su segunda esposa, Ana María de Spínola de la Cerda, hija de los marqueses de los Balbases.[4] Contrajo matrimonio en 1739 con Teresa de Silva, hija del x duque del Infantado.[4] Fue coronel del Regimiento de Dragones de la Reina y Mariscal de Campo. Participó en la batalla de Campo Santo en febrero de 1743 donde fue herido y falleció meses después.[4]

Le sucedió su hermano.
- Manuel Ponce de León y Spínola (Madrid, 12 de diciembre de 1719-Piemonte, 14 de septiembre de 1744),[4] xvi duque de Nájera, ix duque de Arcos,[3] etc. Fue coronel del Regimiento de infantería de Córdoba y Brigadier de los Reales Ejércitos.[4]

Le sucedió en 1744 su hermano.
- Francisco Cayetano Ponce de León y Spínola (Madrid, diciembre de 1724-1 de diciembre de 1763),[5] xvii duque de Nájera y x duque de Arcos.[3] Se casó en 1745 con Rosario Fernández de Córdoba, hija del xi duque de Medinaceli.[5]

Le sucedió en 1763 su hermano
- Antonio Ponce de León y Spínola (Madrid, 3 de octubre de 1726-Aranjuez, 13 de diciembre de 1780),[5] xviii duque de Nájera y xi duque de Arcos.[3] Tuvo una intensa trayectoria militar, fue caballero de la Orden del Toisón de Oro y Gran Cruz de la Orden de Carlos III. Falleció en Aranjuez y recibió sepultura en la parroquia de San Salvador en Madrid.[5]

Se casó el 1 de enero de 1778 con Mariana de Silva-Bazán y Sarmiento, hija del xiv conde de Cifuentes y madre de la célebre duquesa de Alba, con la que no tuvo descendencia.
Le sucedió en 1780 una parienta de una rama colateral.
- María Isidra de la Cerda y Guzmán (1742-7 de diciembre de 1811), xix duquesa de Nájera,[3] Camarera mayor de palacio.

Se casó el 10 de octubre de 1756 con Diego Ventura de Guzmán, vii marqués de Montealegre.
Le sucedió en 1811 su hijo:
- Diego Isidro de Guzmán y de la Cerda (1776-12 de diciembre de 1849), xx duque de Nájera, caballero de la Orden del Toisón de Oro, prócer y senador.[3]

Se casó el 1 de agosto de 1795 María del Pilar de la Cerda y Marín de Resende (1777-17 de septiembre de 1812), su prima segunda, hija de José María de la Cerda y Cernesio, v conde de Parcent, y de María del Carmen Marín de Resende Francia y Fernández de Heredia, v condesa de Bureta.
Se casó el 7 de febrero de 1814 en segundas nupcias con María Magdalena Tecla Caballero y Terreros (1790-5 de abril de 1865). Entre los dos matrimonios tuvo 16 hijos, los tres primeros de su primer matrimonio, todos llamados Carlos Luis, murieron a poco de nacer.
Le sucedió su hijo del primer matrimonio.
- Carlos Luis de Guzmán y de la Cerda (1801-12 de septiembre de 1880), xxi duque de Nájera,[3] ix marqués de Montealegre, ix marqués de Quintana del Marco, xv conde de Oñate y x conde de Castronuevo.

Contrajo matrimonio el 28 de agosto de 1829 con María Josefa de la Cerda y Palafox, su prima hermana. Sin sucesores.
Le sucedió en 1881 su medio hermano.
- Juan Bautista de Guzmán y Caballero (1816-1 de enero de 1890), xxii duque de Nájera,[3] xi marqués de Montealegre, XI marqués de Quintana del Marco, xvii conde de Oñate, xviii conde de Treviño, xii conde de Castronuevo. Sin descendientes.

Le sucedió en 1890 su medio hermano.
- José Reinaldo de Guzmán y de la Cerda (1806-30 de octubre de 1891), xxiii duque de Nájera,[3] vii marqués de Guevara, x marqués de Montealegre, x marqués de Quintana del Marco, xvi conde de Oñate, xi conde de Castronuevo. Sin descendientes.

El 9 de mayo de 1892, le sucedió su sobrino.
- Juan de Zavala y Guzmán (San Sebastián, 15 de agosto de 1844-Madrid, 11 de abril de 1910), xxiv duque de Nájera,[3] xvii conde de Paredes de Nava, xiii marqués de Montealegre, xix conde de Oñate, xx conde de Treviño, ii marqués de Sierra de Bullones, xi marqués de Quintana del Marco, ix conde de Castronuevo.[6]

Contrajo matrimonio el 12 de mayo de 1870 con Carolina Santamarca y Donato,  condesa de Santamarca Sin descendientes.
- Luis de Zavala y Guzmán (m. 4 de febrero de 1913), xxv duque de Nájera,[3] XVIII conde de Paredes de Nava, XIV marqués de Montealegre, XX conde de Oñate, XVIII marqués de Aguilar de Campoo, 5 veces grande de España, IX conde de Campo Real, IX conde de Castañeda, III marqués de Sierra de Bulones. Casó con Guillermina Heredia y Barrón. Sin descendientes.

Le sucedió en 1913 su hermana.
- María del Pilar de Zavala y Guzmán (Barcelona, 7 de octubre de 1841-11 de febrero de 1915),[7] xxvi duquesa de Nájera,[3] xix condesa de Paredes de Nava, xx marquesa de Aguilar de Campoo.

Se casó el 2 de junio de 1861 con Ventura García Sancho Ibarrondo, I conde de Consuegra, Ministro de Estado, senador y alcalde de Madrid.
Le sucedió el 14 de febrero de 1916 su hija:
- María del Pilar García-Sancho y Zavala (1864-17 de octubre de 1916), xxvii duquesa de Nájera.[3]

Se casó el 2 de junio de 1886 con Leopoldo de Travesedo Fernández Casariego, académico de la Real de Jurisprudencia y senador.
Le sucedió el 16 de octubre de 1917 su hijo:
- Juan Bautista de Travesedo y García-Sancho (m. 27 de abril de 1965), xxviii duque de Nájera,[3] xxi conde de Paredes de Nava,[8] xxii marqués de Aguilar de Campoo, x conde de Campo Real, xxii conde de Oñate, etc.[9]

Se casó con María del Carmen Martínez de las Rivas y Richardson.
Le sucedió el 24 de mayo de 1967 su hijo:
- Juan de Travesedo y Martínez de las Rivas (1922-12 de febrero de 1996), xxix duque de Nájera.[3]

Le sucedió el 12 de abril de 2000 su sobrino, hijo de su hermano José María de Travesedo y Martínez de las Rivas y de su esposa María Eulalia Colón de Carvajal.
- Juan de Travesedo y Colón de Carvajal, xxx duque de Nájera,[11] casado con Ana María Juliá y Díez de Rivera.[3]

## Nota
Juan Travesedo y Colón de Carvajal, distribuyó algunos de sus títulos entre sus hijos:
1. Ignacio Travesedo y Juliá, conde de Treviño.[12]
2. Camilo Travesedo y Juliá, conde de Campo Real[13] y conde de Oñate.[14]
3. Jaime Travesedo y Juliá, conde de Consuegra[15] y conde de Paredes de Nava[16]
4. Ana Travesedo y Juliá, marquesa de Quintana del Marco[17]
5. Álvaro Travesedo y Juliá, conde de Castañeda[18]
6. Gonzalo Travesedo y Juliá, conde de Castronuevo[19]